# Anguillulina incisa
Anguillulina incisa is een rondwormensoort. De wetenschappelijke naam van de soort is voor het eerst geldig gepubliceerd in 1938 door Rahm.